# Heinrich Banet
Heinrich Banet (* 1939 oder 1940) ist ein deutscher Schauspieler und Kabarettist.

## Leben
Im Jahr 1970 hatte Banet in dem Film He, Du! erstmals eine Rolle. Im Jahr 1979 erhielt er seine erste Rolle in der Miniserie Aber Vati!. 1990 erhielt er seine erste wiederkehrende Rolle in der Fernsehserie Klein, aber Charlotte.

## Filmografie
- 1970: He, Du!
- 1979: Aber Vati! – Fünf Jahre danach
- 1984: Familie intakt (Fernsehserie, Folge 1x03)
- 1985: Polizeiruf 110: Ein Schritt zu weit
- 1988: Eine Magdeburger Geschichte
- 1989: Die ehrbaren Fünf
- 1990: Der Staatsanwalt hat das Wort (Fernsehserie, Folge 26x01)
- 1990: Klein, aber Charlotte (Fernsehserie, 3 Folgen)
- 1990: Übergangslösungen
- 1991: Aerolina (Fernsehserie, 2 Folgen)
- 2003: Tatort: Rotkäppchen